# Donata Freifrau Schenck zu Schweinsberg
Donata Freifrau Schenck zu Schweinsberg, geborene Freiin von Dörnberg, (* 10. März 1951 in Oberaula) war von 2006 bis 2018 Vizepräsidentin des Deutschen Roten Kreuzes.

## Leben
Nach ihrem Abschluss als staatlich geprüfte Sozialpädagogin im Jahr 1972 absolvierte Schenck zu Schweinsberg eine praktische Ausbildung im Heim für milieugeschädigte Jugendliche „Sankt Elisabeth“ in Marburg und arbeitete dort als Betreuerin.
Seit ihrer Jugend engagiert sie sich ehrenamtlich auf vielfältige Weise vor allem im sozialen Bereich. Sie war in den 1970er Jahren Jugendleiterin in einer evangelischen Kirchengemeinde in Wuppertal, war über 15 Jahre lang aktiv tätig in der Betreuung von Strafgefangenen sowie drogenabhängigen und psychisch kranken Jugendlichen.
Seit 1979 ist Donata Schenck von Schweinsberg ehrenamtlich für das Deutsche Rote Kreuz aktiv, zunächst im DRK-Kreisverband Wuppertal im Krankenhausdienst, als Vertreterin des Kreisverbandes im Wohlfahrtsausschuss der Stadt Wuppertal, später zehn Jahre lang als stellvertretende Vorsitzende und seit 2000 als Vorsitzende des Kreisverbandes.
Im November 2006 wurde Donata Schenck von Schweinsberg zur Vizepräsidentin des Deutschen Roten Kreuzes e. V. gewählt und hatte dieses Amt bis Juni 2018 inne. Seit 2007 ist sie für das DRK Mitglied im Kuratorium des Müttergenesungswerkes, sie vertritt das DRK in der Mitgliederversammlung und im Präsidium der Bundesarbeitsgemeinschaft der Freien Wohlfahrtspflege (BAGFW), war 2007/2008 sowie 2011 Vizepräsidentin der BAGFW und von Januar 2009 bis März 2011 im Rahmen der turnusmäßigen Federführung des DRK Präsidentin der BAGFW. Weiterhin ist sie seit 2007 Mitglied im Hauptausschuss und im Präsidium des Deutschen Vereins für öffentliche und private Fürsorge. Sie ist stellvertretende Vorsitzende des Beirats der Stiftung Digitale Chancen. In den Jahren 2010 bis 2013 vertrat sie die BAGFW am Runden Tisch Sexueller Kindesmissbrauch in Abhängigkeits- und Machtverhältnissen in privaten und öffentlichen Einrichtungen und im familiären Bereich und sie war von 2011 bis 2014 Mitglied im Beirat der Beauftragten für Migration, Flüchtlinge und Integration.
Schenck von Schweinsberg ist Präsidentin des DRK-Kreisverbandes Fulda.
Sie ist mit Hauprecht Freiherr Schenck zu Schweinsberg verheiratet und hat drei Kinder.

## Auszeichnungen
- Ehrennadel des Johanniterordens für soziales Engagement (1995)
- Ehrenzeichen des Deutschen Roten Kreuzes (2009)
- Verdienstkreuz am Bande des Verdienstordens der Bundesrepublik Deutschland (2016)[8]
- Ehrenmitglied des Johanniterordens (2016)[9]